# 谷川 (宮崎市)
谷川・谷川町3丁目（たにがわ・たにがわちょう3ちょうめ）とは、宮崎県宮崎市内の地名。大淀地域自治区に属している。旧谷川町1丁目-3丁目を元に成立した、住居表示実施地域谷川1丁目-3丁目と、住居表示未実施地区として残存した谷川町3丁目からなる。住居表示実施地域の谷川の郵便番号は880-0908。住居表示未実施の谷川町3丁目の郵便番号は880-0909。

## 地理

### 隣接地区
宮崎市の大淀地域自治区に属し、北は大淀川に接する。宮崎市発足以後、1927年に大字太田から独立して谷川町1丁目から3丁目が設置された。1972年と1983年に谷川町1丁目・谷川町2丁目の全域、谷川町3丁目の一部、御幸町、天満町の一部、大坪町の一部を元に住居表示を実施し、谷川1丁目-3丁目が成立した。そのため、谷川町1丁目・谷川町2丁目は消滅、住居表示未実施地区として谷川町3丁目の一部が残存している。西は福島町1丁目、南は大坪東１丁目、西は淀川２丁目、南は天満町、天満２丁目と接する。

## 世帯数と人口
2022年（令和4年）11月1日現在の世帯数と人口は以下の通りである。なお、谷川町3丁目は極端に人口が少ないため、プライバシー保護の観点から谷川3丁目に合算されている。
| 町丁                   | 世帯数  | 人口  |
| ---------------------- | ------- | ----- |
| 谷川1丁目              | 151世帯 | 278人 |
| 谷川2丁目              | 282世帯 | 478人 |
| 谷川3丁目・谷川町3丁目 | 74世帯  | 146人 |

## 小・中学校の学区
市立小・中学校に通う場合、学区は以下の通りとなる。
| 町名              | 小学校             | 中学校             |
| ----------------- | ------------------ | ------------------ |
| 谷川・谷川町3丁目 | 宮崎市立大淀小学校 | 宮崎市立大淀中学校 |

## 交通

### バス
宮交グループの運営するバスが営業している。

### 道路
- 国道269号
- 宮崎県道17号南俣宮崎線

## 施設
- 天満橋